# Omloopsnelheid voorraden
De omloopsnelheid van de voorraden geeft aan hoe lang de voorraden in het magazijn liggen opgeslagen. Hoe hoger de uitkomst van deze ratio des te korter liggen de voorraden opgeslagen en komt het in de voorraden geïnvesteerde vermogen beschikbaar en hoe ruimer liquiditeit (liquide middelen) van de onderneming.
{\displaystyle Omloopsnelheid~van~de~voorraden={\frac {kostprijs~van~de~omzet}{voorraden}}}
De reciproke geeft de omlooptijd van de voorraden weer. Dit is de gemiddelde tijdsduur hoelang voorraden in het magazijn zijn opgeslagen. Hoe lager de uitkomst van deze breuk, des te gunstiger dit is voor de liquiditeit.
{\displaystyle Omlooptijd~van~de~voorraden=({\frac {voorraden}{kostprijs~van~de~omzet}})~*~365}